# Михаил Купчийски
Михаил Вельов Купчийски е поборник от Априлското въстание от 1876 г. в Копривщица, където е роден.
Михаил Купчийски не е член на Революциянния съвет и съзаклятието в Копривщица и по тази причина не взима участие при подготовката на въстанието. Въпреки тези обстоятелства, по собствена инициатива, въоръжен се явява рано на 20 април след провъзгласяването на бунта за да се присъедини към въстаниците. Зачислен е във втората половина на четата на Тодор Каблешков, тази която щурмува турския конак, където се е укрила полицейската част под предводителството на карагасъ Неджиб ага, дошла в селото за да предотврати въстанието. Когато агата и неговата бойна част и зптии от сувариета (кавалеристи) побягва от конака, при започналото сражение ранява главатаря в ръката и му отнема сабята, с която е въоръжен. Същият този ден полага клетва и е зачислен като десятник (войвода на десет души въстаници) в бойната дружина на Никола Гайтанек. Тази част, под неговото предводителство е изпратена на охранителната позиция уредена под Мангъров камък, наречен така в чест на загиналия на това място Мангър войвода. На това място стои до 29 април, когато по заповед на Революциянния съвет се завръща на охранителните постове в селото.
На 20 май 1876 г. е арестуван от навлезлите в Копривщица войски на Хафъз паша. След побой и изтезания за да даде показания на 21 май е откаран в Татар Пазаржик и хвърлен в тамошния дранголник. От там е прехвърлен в Пловдивския затвор, а след шест месечен престой е освободен.
Подава молба за отпускане на поборническа пенсия, написана от неговите другари по оръжие, тъй като самият той е неграмотен. Михаил Вельов Купчийски роден около 1843 г. в Копривщица, почива след 1912 г. в град София, където се е преселил да живее. 